# Gryllus galapageius
Gryllus galapageius är en insektsart som beskrevs av Scudder, S.H. 1893. Gryllus galapageius ingår i släktet Gryllus och familjen syrsor. Inga underarter finns listade i Catalogue of Life.